# Horacio Cartes
Horacio Manuel Cartes Jara (sinh ngày 5 tháng 7 năm 1956) là một thương gia người Paraguay và là tổng thống Paraguay được bầu trong cuộc Bầu cử tháng 4 năm 2013. Ông là thành viên của Đảng Colorado và được dự kiến nhậm chức vào ngày 15 tháng 8 năm 2013.
Cartes sở hữu khoảng hai chục doanh nghiệp trong tập đoàn Grupo Cartes bao gồm thuốc lá, nước giải khát, sản xuất thịt, và ngân hàng. Ông là chủ tịch của câu lạc bộ bóng đá Club Libertad từ năm 2001 đến năm 2012, và là chủ tịch của đội tuyển quốc gia của Hiệp hội bóng đá Paraguay trong thời gian FIFA World Cup 2010. 